# Chiesa di Santa Maria Assunta (Corteno Golgi)
La chiesa di Santa Maria Assunta è la parrocchiale di Corteno Golgi, in provincia e diocesi di Brescia; fa parte della zona pastorale dell'Alta Val Camonica.

## Storia
La primitiva chiesa di Corteno Golgi era quella di San Martino, filiale della pieve di Edolo e sorta forse nell'Alto Medioevo.
Il 16 febbraio 1425 venne costituita la parrocchia cortenese, dedicata alla Beata Vergine Assunta e avente sede nell'omonima chiesa, edificata a tre navate in quel medesimo periodo.
Il 6 aprile 1717 venne posta la prima pietra della nuova parrocchiale; l'edificio, costruito dal capomastro meranese Tommaso Spinali, fu portato a termine nel 1724. Tra il 1766 e il 1782 venne posato il pavimento della navata e del presbiterio e la consacrazione fu impartita il 6 agosto 1830.

La chiesa fu ingrandita tra il 1901 e il 1902 per volere dell'allora parroco don Celerico Testini e tra il 1930 e il 1936 l'artista Giuseppe Pescatori eseguì le decorazioni.

## Descrizione

### Facciata
La facciata della chiesa, a capanna, è spartita da una cornice marcapiano in due registri, entrambi tripartiti da quattro lesene; l'ordine inferiore presenta il portale d'ingresso mistilieno, costruito dal milanese Rusca nel 1788, mentre quello superiore, coronato da un timpano triangolare spezzato, è caratterizzato da una finestra affiancata da due lesene. Ai lati si sviluppano due parti più arretrate, anch'esse scandite da lesene.

### Interno
L'interno dell'edificio è costituito da una sola navata, coperta da volte a botte unghiata, sulla quale si affacciano le cappelle laterali nelle quali sono collocati i sei altari minori: al termine dell'aula si sviluppa il presbiterio a pianta quadrangolare, che è voltato a botte, rialzato e chiuso dall'abside, nella quale trova posto la soasa dell'altare maggiore.
Opere di pregio qui conservate sono i pannelli delle cantorie, ritraenti Gesù Cristo, l'Adorazione dei Magi, la Presentazione di Gesù al Tempio,il sogno di San Giuseppe, la Sacra Famiglia, i pastori che assistono alla nascita di Gesù, la visita di Maria a Sant'Elisabetta e lo Sposalizio di Maria Santissima, l'altare maggiore, costruito da Girolamo Carlo Rusca, la pala con soggetto la Beata Vergine Assunta, eseguita dal vicentino Costantino Pasqualotto, i tondi dei Misteri del Rosario, realizzati da Giovanni Nicol, le statuette degli angeli poste presso la soasa dell'altare maggiore, scolpite da Andrea Fantoni, le due tele che rappresentano rispettivamente l'Assunzione di Maria Santissima e la Madonna del Rosario e i Santi Domenico e Caterina, dipinte da Domenico Giacomelli nel XVIII secolo, e gli affreschi ritraenti la Natività di Maria Vergine e l'Annunciazione, eseguiti da Paolo Corbellini.